# Drosanthemum salicola
Drosanthemum salicola är en isörtsväxtart som beskrevs av L. Bol. Drosanthemum salicola ingår i släktet Drosanthemum och familjen isörtsväxter. Inga underarter finns listade i Catalogue of Life.